# Stanisław Skrzyński
Stanisław Wilhelm Skrzyński (ur. 23 sierpnia 1877 w majątku Wradyjówka, zm. 1 września 1935 w Warszawie) – generał brygady Wojska Polskiego, działacz niepodległościowy, kawaler Orderu Virtuti Militari.

## Życiorys
Urodził się 23 sierpnia 1877 w majątku Wradyjówka (Wradjówka), w powiecie ananiewskim ówczesnej guberni chersońskiej, w rodzinie Jana i Tekli ze Słobodyńskich. Ukończył sześć klas gimnazjum z maturą w Ananiewie.
14 lipca 1898 wstąpił, jako ochotnik I kategorii do rosyjskiego 15 pułku strzelców, którego szefem był Czarnogóry Mikołaj I Petrowić-Niegosz (ros. 15-й Стрелковый Его Высочества Князя Черногорского Николая I полк). 25 sierpnia tego roku wstąpił do Odeskiej Szkoły Junkrów Piechoty (ros. Одесское пехотное юнкерское училище). 16 lipca 1900, po ukończeniu szkoły, wrócił do macierzystego pułku i wziął udział w stłumieniu powstania bokserów w Chinach (1900–1901), dowodząc kompanią ochotników. 17 maja 1901 został przeniesiony do 60 pułku piechoty. Później walczył na wojnie rosyjsko-japońskiej (1904–1905) i I wojnie światowej (1914–1917).
W następstwie odniesionych ran na wojnie z Japonią został zwolniony z armii i przeniesiony do służby cywilnej. W 1914 roku został zmobilizowany. Dowodził kompanią na froncie zachodnim. Był ranny i kontuzjowany. Od lutego 1917 roku pełnił służbę w Szefostwie Zaopatrywania Frontu Rumuńskiego. W czasie trwającej wówczas rewolucji został wybrany na prezesa wszechrosyjskiego Związku Kawalerów Wojskowego Orderu św. Męczennika i Zwycięzcy Jerzego.

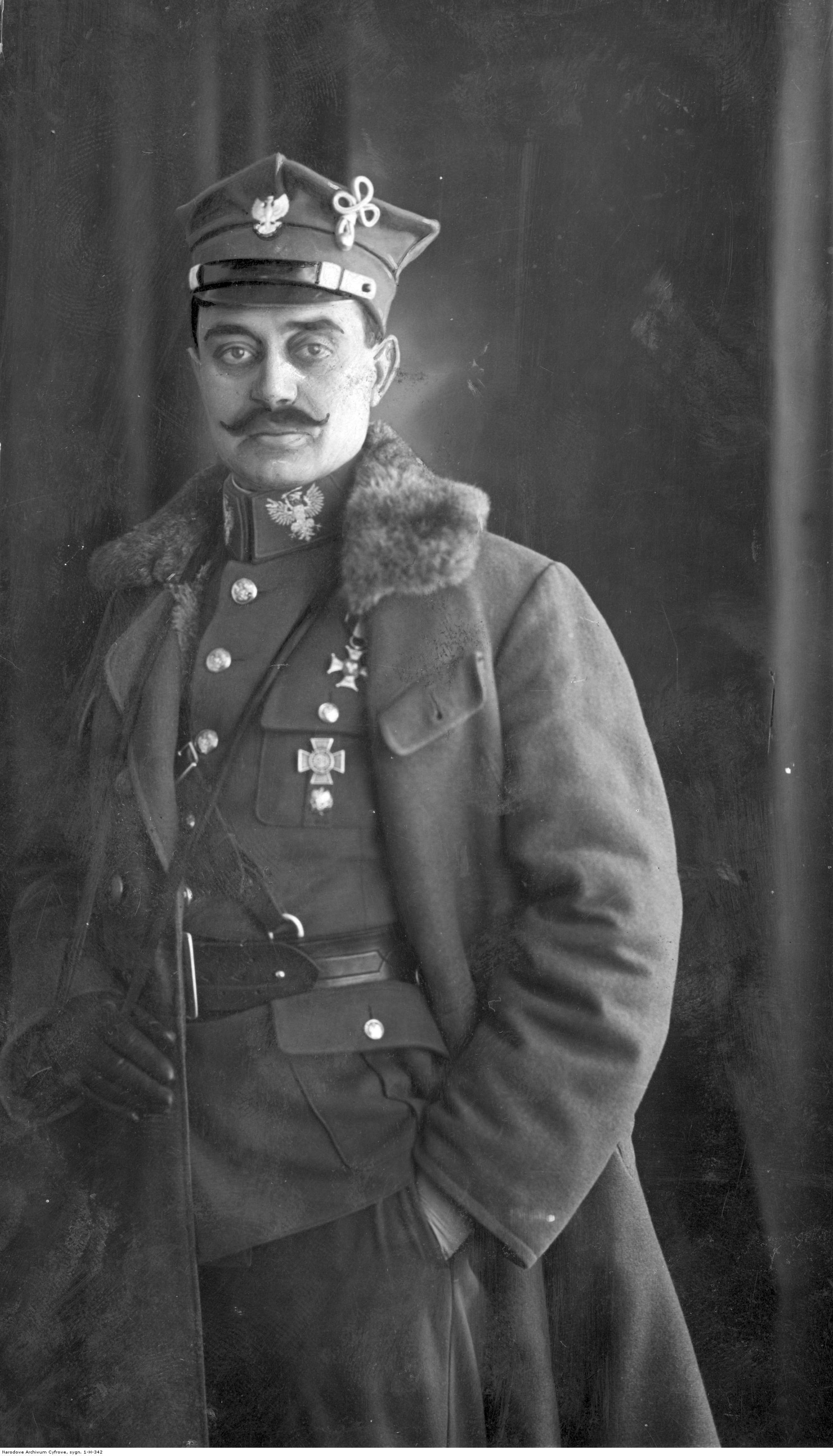
Stanisław Skrzyński jako d-ca Dywizji Pomorskiej

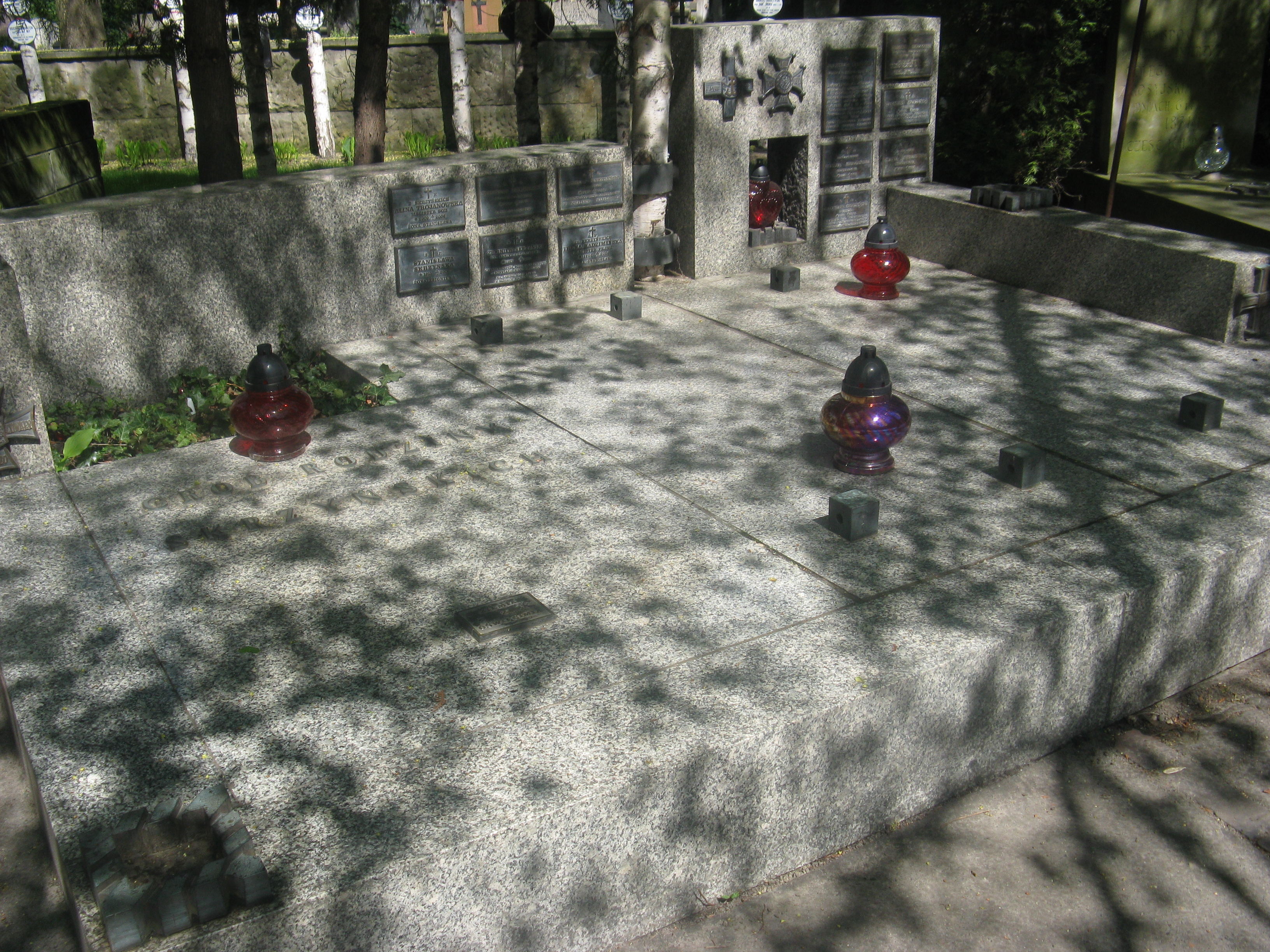
Grób Stanisława Skrzyńskiego na Cmentarzu Wojskowym na Powązkach

W grudniu 1917 roku, po wybuchu rewolucji październikowej, został członkiem Związku Wojskowych Polaków Okręgu Odeskiego oraz pełnił funkcję prezesa Komitetu Wojskowego przy Związku Komisarza Wojskowego Polskiego do Spraw Wojskowych. W marcu 1918 roku objął dowództwo nad wszystkimi oddziałami polskimi znajdującymi się na terenie byłego Odeskiego Okręgu Wojskowego i występował, jako „Naczelnik Polskich Oddziałów Wojskowych Okręgu Odeskiego”. 20 kwietnia 1920 roku, w złożonych warunkach polityczno-wojskowych panujących wówczas na Ukrainie, zdecydował się przeprowadzić demobilizację podległych mu oddziałów.
19 listopada 1918 roku został przyjęty do Wojska Polskiego w stopniu pułkownika oraz wyznaczony na organizatora i dowódcę warszawskich oddziałów odsieczy Lwowa. 13 czerwca 1919 roku został przeniesiony do Sił Zbrojnych w byłym zaborze pruskim i przydzielony do Dowództwa Głównego w Poznaniu. Następnie został wyznaczony na stanowisko dowódcy II Brygady 2 Dywizji Strzelców Wielkopolskich.
30 lipca 1919 roku głównodowodzący Wojsk Polskich byłego zaboru pruskiego generał piechoty Józef Dowbor-Muśnicki polecił mu rozpocząć formowanie 4 Dywizji Strzelców Wielkopolskich, a 28 sierpnia 1919 roku wyznaczył na stanowisko dowódcy tej wielkiej jednostki piechoty, która w międzyczasie została przemianowana na „Pomorską Dywizję”.
1 stycznia 1920 roku Naczelnik Państwa i Wódz Naczelny Józef Piłsudski powołał go w skład pierwszej Tymczasowej Kapituły Orderu Virtuti Militari oraz nadał mu Order klasy V. 11 sierpnia 1920 został oddany do dyspozycji Oddziału V Sztabu MSWojsk. Z dniem 19 sierpnia 1920 generał Władysław Sikorski udzielił mu czterotygodniowego urlopu zdrowotnego. 14 października 1920 został przeniesiony do Centralnej Stacji Zbornej w Warszawie. 21 grudnia 1920 został formalnie zwolniony ze stanowiska dowódcy dywizji.
27 września 1923 został przeniesiony do rezerwy. Na podstawie zarządzenia Prezydenta RP Ignacego Mościckiego z 21 czerwca 1927 został skreślony na liście starszeństwa oficerów rezerwowych korpusu oficerów piechoty w stopniu pułkownika ze starszeństwem z dniem 1 czerwca 1919 i 7. lokatą oraz wpisany na listę starszeństwa oficerów zawodowych z dniem 3 maja 1922 w korpusie generałów, w stopniu generała brygady ze starszeństwem z dniem 1 czerwca 1919 i 78 lokatą. Z dniem 30 czerwca 1927 został przeniesiony w stan spoczynku. Mieszkał wówczas w Puławach przy Alejach Królewskich 4. Zmarł 1 września 1935 w Warszawie. Został pochowany na Cmentarzu Wojskowym na Powązkach w kwaterze A20, rząd – prawe półkole, grób 1.
Stanisław Skrzyński od 1903 był żonaty z Janiną z Dolanowskich, z którą miał pięcioro dzieci:
- Irenę Marię po mężu Radzimińską (ur. 19 sierpnia 1904, zm. 14 listopada 2006),
- Zbigniewa Romana, ps. „Skała”, „Dewajtis” (ur. 7 maja 1907 w Odessie, zm. 29 lipca 2000 w Warszawie), uczestnika Powstania Warszawskiego[12],
- Alinę Michalinę po mężu Trojanowską (ur. 11 listopada 1907, zm. 11 grudnia 2005),
- Romana Jarosława (ur. 24 lipca 1910, zm. 19 listopada 1995),
- Jarosława Stefana, ps. „Magnuszewski” (ur. 3 marca 1913 w Odessie, zm. 11 sierpnia 1944 na ulicy Wawelskiej), kaprala podchorążego, Obwód Ochota AK[13].

## Ordery i odznaczenia
- Krzyż Srebrny Orderu Wojskowego Virtuti Militari nr IX[1] – 22 stycznia 1920[6]
- Krzyż Niepodległości – 4 listopada 1933 „za pracę w dziele odzyskania niepodległości”[14]
- Krzyż Walecznych czterokrotnie